# Zhang Lei
Zhang Lei (nome original: 张 磊; Xantum, 4 de abril de 1981) é um ciclista olímpico chinês. Lei representou o seu país durante os Jogos Olímpicos de Verão de 2008 e 2012.